# Marighella - Retrato Falado do Guerrilheiro
Marighella - Retrato Falado do Guerrilheiro é um documentário brasileiro de 2001 do diretor Silvio Tendler.
A produção conta a história, as polêmicas, as vitórias e derrotas de Carlos Marighella, um dos líderes da luta armada contra a ditadura militar no Brasil. Autor do Minimanual do Guerrilheiro Urbano, foi fundador da Ação Libertadora Nacional, primeiro movimento armado pós-64. O filme é uma homenagens pela data em que completaria 90 anos.